# Championnat d'Europe masculin de volley-ball 1993
Navigation
Allemagne 1991 Grèce 1995
Le 18e championnat d'Europe masculin de volley-ball s'est déroulé du 4 au 12 septembre 1993 à Turku (Finlande).

## Équipes présentes
| - Bulgarie - Tchécoslovaquie - Finlande - France - Allemagne - Italie | - Pays-Bas - Pologne - Russie - Espagne - Suède - Ukraine |

## Composition des poules
| Poule A                                                           | Poule B                                                        |
| ----------------------------------------------------------------- | -------------------------------------------------------------- |
| Site : Oulu Bulgarie Tchécoslovaquie France Italie Pays-Bas Suède | Site : Turku Finlande Allemagne Pologne Russie Espagne Ukraine |

### Poule A -Oulu

#### Classement
| # | Équipe          | Pts | J | G | P | Sp | Sc | Ratio | Pp  | Pc  | Ratio |
| - | --------------- | --- | - | - | - | -- | -- | ----- | --- | --- | ----- |
| 1 | Italie          | 10  | 5 | 5 | 0 | 15 | 3  | 5     | 266 | 153 | 1.739 |
| 2 | Pays-Bas        | 9   | 5 | 4 | 1 | 13 | 4  | 3.25  | 225 | 161 | 1.398 |
| 3 | Bulgarie        | 7   | 5 | 2 | 3 | 9  | 10 | 0.9   | 230 | 243 | 0.947 |
| 4 | Tchécoslovaquie | 7   | 5 | 2 | 3 | 9  | 12 | 0.75  | 221 | 277 | 0.798 |
| 5 | France          | 7   | 5 | 2 | 3 | 8  | 11 | 0.727 | 228 | 251 | 0.908 |
| 6 | Suède           | 5   | 5 | 0 | 5 | 1  | 15 | 0.067 | 147 | 232 | 0.634 |

### Poule B -Turku

#### Classement
| # | Équipe    | Pts | J | G | P | Sp | Sc | Ratio | Pp  | Pc  | Ratio |
| - | --------- | --- | - | - | - | -- | -- | ----- | --- | --- | ----- |
| 1 | Russie    | 10  | 5 | 5 | 0 | 15 | 2  | 7.5   | 246 | 129 | 1.907 |
| 2 | Allemagne | 9   | 5 | 4 | 1 | 12 | 9  | 1.333 | 265 | 242 | 1.095 |
| 3 | Ukraine   | 8   | 5 | 3 | 2 | 9  | 10 | 0.9   | 211 | 228 | 0.925 |
| 4 | Pologne   | 7   | 5 | 2 | 3 | 10 | 10 | 1     | 244 | 241 | 1.012 |
| 5 | Finlande  | 6   | 5 | 1 | 4 | 8  | 13 | 0.615 | 238 | 297 | 0.801 |
| 6 | Espagne   | 5   | 5 | 0 | 5 | 5  | 15 | 0.333 | 211 | 278 | 0.759 |

## Phase finale

### Places 5 à 8 -Turku
|  | Tour de classement | Tour de classement |          |   | 5e place     | 5e place     |
|  | Tour de classement | Tour de classement |          |   | 5e place     | 5e place     |
|  |                    |                    |          |   |              |              |
|  | 11 septembre       | 11 septembre       |          |   | 12 septembre | 12 septembre |
|  | 11 septembre       | 11 septembre       |          |   | 12 septembre | 12 septembre |
|  | Bulgarie           | 3                  |          |   | 12 septembre | 12 septembre |
|  | Bulgarie           | 3                  |          |   | 12 septembre | 12 septembre |
|  | Pologne            | 1                  |          |   | 12 septembre | 12 septembre |
|  | Pologne            | 1                  | Bulgarie | 3 |              |              |
|  | 11 septembre       |                    | Bulgarie | 3 |              |              |
|  |                    | Ukraine            | 2        |   |              |              |
|  | Ukraine            | Ukraine            | 2        | 3 |              |              |
|  | Ukraine            |                    |          | 3 |              |              |
|  | Tchécoslovaquie    | 0                  |          |   |              |              |
|  | Tchécoslovaquie    | 0                  | 7e place |   |              |              |
|  |                    |                    |          |   |              |              |
|  | 12 septembre       |                    |          |   |              |              |
|  |                    |                    |          |   |              |              |
|  | Pologne            | 3                  |          |   |              |              |
|  | Pologne            | 3                  |          |   |              |              |
|  | Tchécoslovaquie    | 1                  |          |   |              |              |
|  | Tchécoslovaquie    | 1                  |          |   |              |              |

### Places 1 à 4 -Turku
|  | Demi-finales | Demi-finales |                        |   | Finale       | Finale       |
|  | Demi-finales | Demi-finales |                        |   | Finale       | Finale       |
|  |              |              |                        |   |              |              |
|  | 11 septembre | 11 septembre |                        |   | 12 septembre | 12 septembre |
|  | 11 septembre | 11 septembre |                        |   | 12 septembre | 12 septembre |
|  | Italie       | 3            |                        |   | 12 septembre | 12 septembre |
|  | Italie       | 3            |                        |   | 12 septembre | 12 septembre |
|  | Allemagne    | 0            |                        |   | 12 septembre | 12 septembre |
|  | Allemagne    | 0            | Italie                 | 3 |              |              |
|  | 11 septembre |              | Italie                 | 3 |              |              |
|  |              | Pays-Bas     | 2                      |   |              |              |
|  | Pays-Bas     | Pays-Bas     | 2                      | 3 |              |              |
|  | Pays-Bas     |              |                        | 3 |              |              |
|  | Russie       | 0            |                        |   |              |              |
|  | Russie       | 0            | Match pour la 3e place |   |              |              |
|  |              |              |                        |   |              |              |
|  | 12 septembre |              |                        |   |              |              |
|  |              |              |                        |   |              |              |
|  | Russie       | 3            |                        |   |              |              |
|  | Russie       | 3            |                        |   |              |              |
|  | Allemagne    | 1            |                        |   |              |              |
|  | Allemagne    | 1            |                        |   |              |              |

## Palmarès
| Place              | Équipe          |
| ------------------ | --------------- |
| Médaille d'or      | Italie          |
| Médaille d'argent  | Pays-Bas        |
| Médaille de bronze | Russie          |
| 4                  | Allemagne       |
| 5                  | Bulgarie        |
| 6                  | Ukraine         |
| 7                  | Pologne         |
| 8                  | Tchécoslovaquie |
| 9                  | France          |
| 9                  | Finlande        |
| 9                  | Suède           |
| 9                  | Espagne         |